# Großes Wiesenvögelchen
Das Große Wiesenvögelchen (Coenonympha tullia) ist ein Schmetterling (Tagfalter) aus der Familie der Edelfalter (Nymphalidae). Es wird auch als Großer Heufalter oder Moor-Wiesenvögelchen bezeichnet.

## Beschreibung

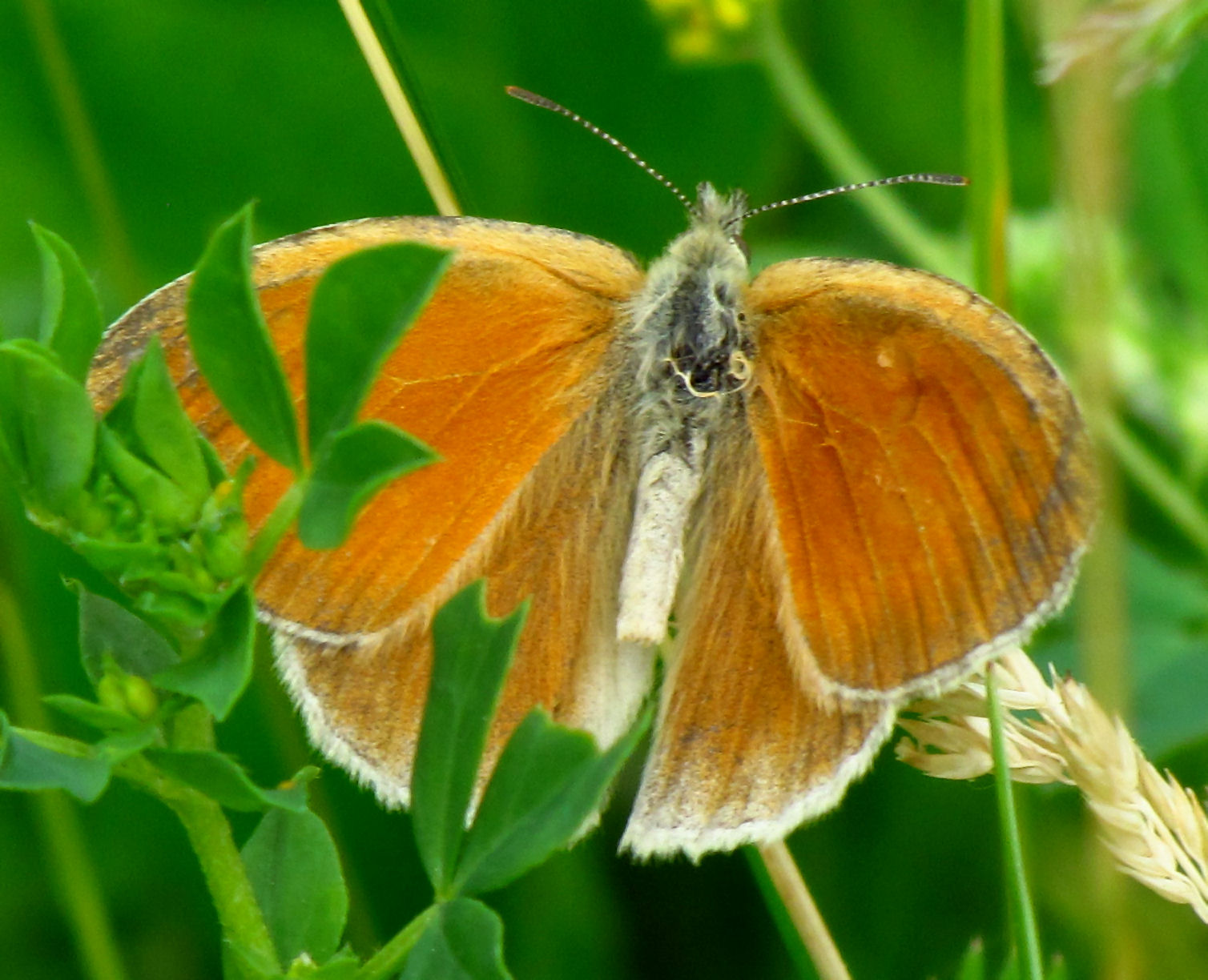
Oberseite von Coenonympha tullia in Ottawa, Ontario, Kanada

Die Falter sind sehr unterschiedlich in der Größe und erreichen eine Flügelspannweite von 27 bis 40 mm. Sie haben sehr variable Flügeloberseiten, von blass gelblich und ockergelb bis bräunlich. Meist ist auf der Vorderflügelunterseite nahe der Spitze ein kleiner, hell gerandeter Augenfleck ausgebildet, der oft auf der Oberseite durchscheint. Zum Vorderrand hin befinden sich zuweilen weitere kleinere Augenflecken. Auf der dunkler gefärbten hell-, dunkelbraunen oder grauen Hinterflügelunterseite sind ebenso meist mehrere weiß oder hell gerandete schwarze Augenflecken mit silbernem Punkt zu sehen, die auch fehlen können. Unverkennbares Merkmal für die Art ist dort eine weiße unregelmäßige und unterbrochene Binde, die bereits am Vorderrand der Hinterflügel beginnt.
Das Ei ist groß, eiförmig und sehr fein gegittert. Es ist anfangs blass gelbgrün und wird später rotbraun marmoriert.
Die unbehaarten Raupe wird etwa 25 Millimeter lang und hat kleine, gelbliche Punktwarzen und ist nach hinten verjüngt. Sie ist in Europa hellgrün mit schmaler, dunkler Mittellinie und einer schmalen oberen weißgelben und oben dunkel begrenzten und einer unteren breiteren, hellgelben und scharf begrenzten Linie.
In Nordamerika variiert sie von grün über olivgrün bis braun und haben abwechselnd helle und dunkle Längsstreifen. Am Hinterleibsende tragen sie zwei kleine rosa Zipfel, die die Raupen der Augenfalter (Satyrinae) kennzeichnen. Der Kopf ist grün oder lohfarben.
Die Puppe ist in Europa und Nordamerika grün mit hellen Längslinien und in Kalifornien grün bis braun.

### Unterarten und Formen

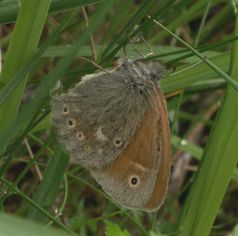
Coenonympha tullia in Litauen

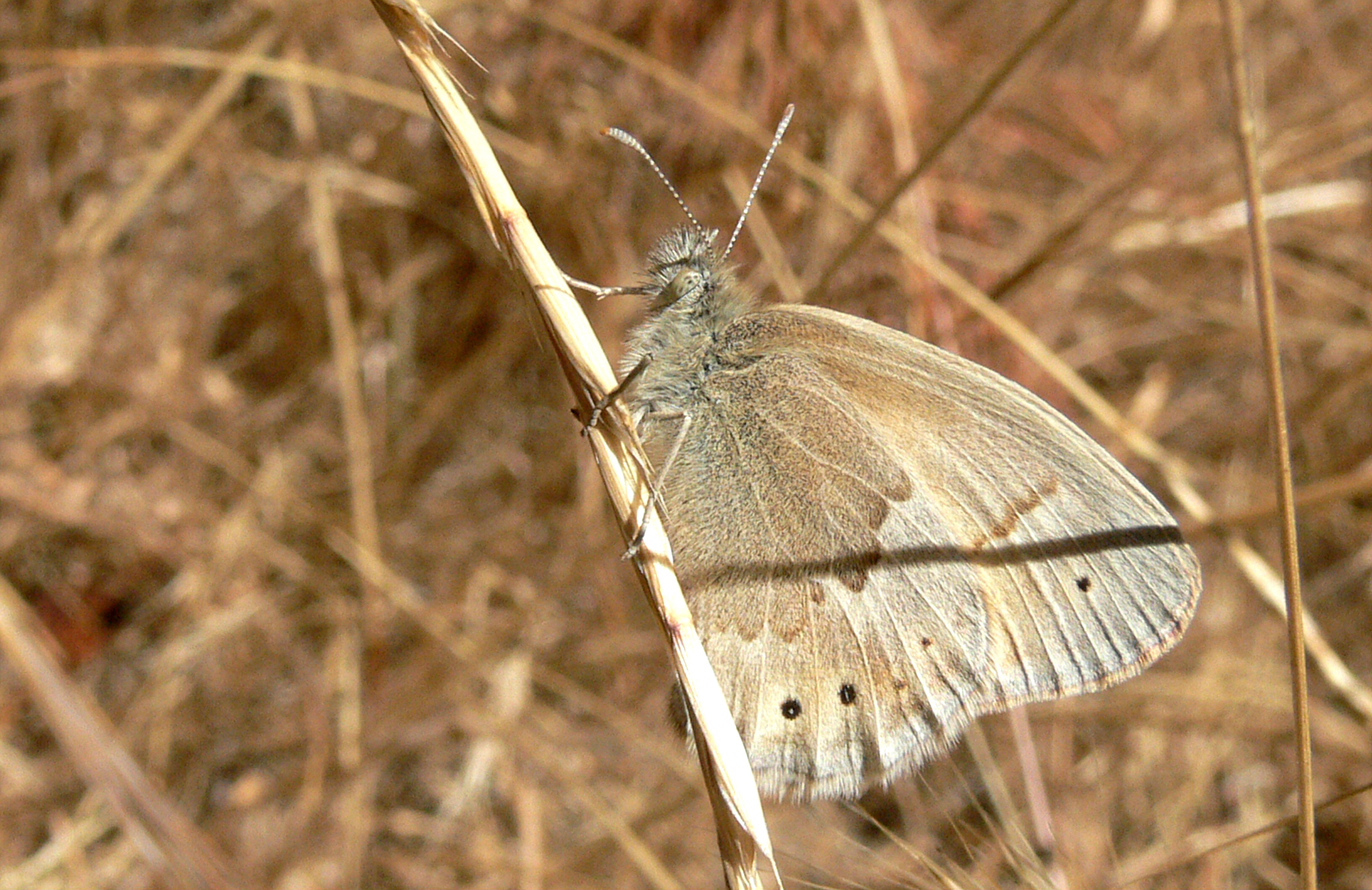
Coenonympha tullia california

Einige nordamerikanische Unterarten wurden und werden noch immer teilweise als Arten betrachtet. Es konnte aber gezeigt werden, dass es sich zusammen mit den eurasischen Unterarten um eine einzige Art handelt. Die starke Variation der Flügelfärbung und Ausprägung der Augenringe von Population zu Population ist nicht notwendigerweise ein Hinweis auf die Bildung von Unterarten. Von der Morphologie ähnliche Populationen unterscheiden sich teilweise stärker in der mitochondrialen DNA (mDNA) und der nukleären DNA, als es den Anschein hat. Das reine Betrachten der Morphologie lässt also keine eindeutigen Rückschlüsse auf die Bildung von Unterarten zu. In Nordamerika kommen Falter mit zwei Kladen mDNA vor. Eine davon ist auf das nördliche Alberta beschränkt, die andere kommt im gesamten Nordamerika vor. Die beiden Kladen korrelieren mit zwei Stämmen Wolbachia-Bakterien, die anscheinend zu einer starken Selektion der mDNA führen, die nur über die Weibchen vererbt wird. In der nukleären DNA und Morphologie unterscheiden sich die Falter dagegen nicht.
Je nach Autor werden die folgenden Unterarten oder Formen unterschieden.
- Eurasien
  - rothliebii Herrich-Schäffer, 1851, hat große Augenflecken auf der dunklen Hinterflügelunterseite und kommt in Nordengland, Belgien und vereinzelt in Deutschland vor.[6]
  - typhon Rottemburg, 1775, manchmal auch tiphon geschrieben, das aber von Esper für Rotbraune Wiesenvögelchen (Coenonympha glycerion) verwendet wurde. Es hat keine oder nur kleine undeutliche Augenflecken auf der Hinterflügelunterseite und kommt weit verbreitet von Frankreich bis ins Baltikum, in der Ukraine und im westsibirischen Tiefland vor.
  - scotia Staudinger, 1901, hat auf der Hinterflügelunterseite keine oder nur kleine blasse Augenflecken und kommt in Schottland vor. Die Flügeloberseite ist an manchen Orten sehr blass.[6]
  - demophile Freyer, 1844, hat eine gelblich-braune Vorderflügeloberseite mit dunklerem Rand und einheitlich dunkleren Hinterflügeloberseiten. Auf den Hinterflügelunterseiten sind die kleinen Augenflecke meist vorhanden.[6]
  - lorkovici, Sirajic & Carnelutti, kommt in Bosnien-Herzegowina vor und ähnelt rothliebii, ist aber mit einer  Vorderflügellänge von 18 bis 23 mm bei den Männchen und 18–25 mm bei den Weibchen größer.[6]
  - suevica Hemming, 1936 (=isis Thunberg, 1791; =demophile Freyer, 1844) Fennoskandinavien, Osteuropäische Ebene, Ural, Westsibirisches Tiefland.[7]
  - chatiparae Sheljuzhko, 1937 ist benannt nach dem Fundort, den Chatipara-Bergen im Nordkaukasus. Dort kommt sie auf alpinen Wiesen in 2400 bis 2800 Meter Höhe vor. Die Oberseite der Männchen variiert von gelbbraun bis dunkelbraun, die der Weibchen ist immer gelbbraun. Die Anzahl der Ocellen auf den Vorderflügeln schwankt stark, oft fehlen sie ganz. Auf den Hinterflügeln variiert die Anzahl der Ocellen, falls vorhanden, von eins bis drei. Die Fransen sind weißgrau, manchmal leicht bläulich. Die Unterseite ist nicht braun und die Vorderflügel sind am Vorderrand und vom Außenrand nach innen grau beschuppt. Die Hinterflügel sind basal bläulichgrau.[8]
  - caeca Staudinger, 1886 (=eupompus Staudinger, 1924) Kasachstan, Kirgisistan[7]
  - subcaeca Heyne in Rühl, [1895] (=sibirica Davenport, 1941; =elwesi Davenport, 1941)[9] Südsibirische Gebirge, Kasachstan, Amur und Region Primorje[7]
  - viluiensis Ménétriés, 1859 kommt in Mittelsibirien, in der mitteljakutischen Niederung, in den Bergen in Nordost-Sibirien und im Norden des russischen Fernen Ostens vor.[7]
- Nordamerika
  - inornata W.H. Edwards, 1861, kommt in Kanada und den östlichen USA südlich bis Neuengland und westlich bis ins nordöstliche Minnesota und das zentrale Manitoba vor. Sie variiert von hellem gelb-braun bis grau-braun auf der Flügeloberseite und trägt keine weiteren Zeichnungselemente außer einem schwachen Ring am Apex. Die Hälfte der Unterseite zur Basis der Vorderflügel hat dieselbe Farbe wie die Oberseite, während sie bei den Hinterflügeln dunkelgrau ist. Der Rest der Flügelunterseite ist hellgrau. Die Unterart fliegt meist in zwei Generationen im Juni und August/September. Im südlichen Ontario und Quebec gibt es nur eine partielle zweite Generation von Mitte August bis Mitte September. In den restlichen Gebieten Kanadas fliegt nur eine Generation.[10]
  - macisaaci dos Passos, 1935, ist eine lokale Unterart aus dem südwestlichen Neufundland und sieht spp. inornata sehr ähnlich. Sie hat aber dunkle, rußbraune Flügeloberseiten.[3]
  - ochracea W.H. Edwards, 1861, ist bei beiden Geschlechtern ockerfarben und hat wenige bis viele Augenflecken. Sie kommt in den Bergen von Montana bis Colorado vor.
  - benjamini McDunnough, 1928, ist heller als spp. ochracea und fliegt im Tiefland von Montana.[3]
  - brenda sieht aus wie ochracea, hat aber viele Augenflecken auf den Hinterflügelunterseiten und in lebt in Utah, dem nördlichen New Mexico und dem östlichen und südlichen Nevada.[3]
  - furcae Barnes & Benjamin, 1926, sieht aus wie spp. brenda, ist aber blass ockerfarben und kommt im Grand Canyon in Arizona vor.[3]
  - subfusca Barnes & Benjamin, 1926, unterscheidet sich von spp. brenda durch schmale gelbe Ringe um die Augenflecken auf der Hinterflügelunterseite und kommt in den White Mountains in Arizona vor.[3]
  - ampelos, W.H. Edwards, 1871, hat im Gegensatz zu spp. ochracea keine Augenflecken auf den hellen, ockerfarbenen Flügeln. Die Unterart kommt im östlichen kalifornischen Tiefland, dem nordwestlichen Nevada, Idaho und nördlich bis nach British Columbia vor. In Nevada geht sie in spp. brenda aus Elko, Colorado, über.[3]
  - eunomia Dornfeld, 1967, kommt westlich des Kaskadengebirges in Oregon vor und gleicht bis auf die dunkleren ockerfarbenen Flügeln spp. ampelos.[3]
  - mixturata Alphéraky, 1897, lebt im nordöstlichen Alaska und den kanadischen Nordwest-Territorien und unterscheidet sich von spp. ampelos durch dunklere und gräulichere Flügel.[3]
  - kodiak, W.H. Edwards, 1869, aus dem westlichen und südlichen Alaska sieht aus wie spp. mixturata, ist aber sehr dunkel.[3]
  - mackenziei Davenport, 1936, kommt im Gebiet des Großen Sklavensees in den Nordwest-Territorien vor und ist ockerfarben wie spp. ochracea, der Saum ist aber weißlich wie bei spp. mixturata.[3]
  - california, Westwood, [1851], aus dem kalifornischen Tiefland und südwestlichen Oregon ist cremefarben. Die Frühlingsform siskiyouensis ist Unterseits grau.[3] california wird teilweise als eigene Art betrachtet, manchmal wurde der Name falsch geschrieben, californica statt california.[11]
  - eryngii H. Edwards, 1877 wird auch als Unterart von california betrachtet und hat eine weißliche Grundfarbe.[11][12]
  - yontocket, Porter & Mattoon, 1989, kommt sehr lokal auf mit Gräsern und Koniferen bewachsenen Sanddünen an der Pazifikküste bei der nordkalifornischen Gemeinde Crescent City im Del Norte County vor. Die Population kommt im Verbreitungsgebiet von eryngii vor, die schon 10 km östlich davon fliegt. Sie unterscheidet sich durch eine ockerfarbene Grundfarbe statt einer weißlichen. Von eunomia unterscheidet sie sich durch die kräftigere Zeichnung auf der Flügelunterseite und von eunomia und ampelos durch basale Flecke unterseits und graue Schuppen entlang der Flügeladern und den Rändern auf der Oberseite. Augenflecken fehlen wie bei den anderen beiden Unterarten. Die Falter fliegen in zwei Generation von Mai bis Juni und September bis Oktober und sind nach dem Indianerstamm der Yontocket, benannt, der hier saisonale Siedlungen hatte.[12]

### Ähnliche Arten
- Kleines Wiesenvögelchen (Coenonympha pamphilus).
- Rotbraunes Wiesenvögelchen (Coenonympha glycerion)
- Coenonympha nipisiquit

## Verbreitung

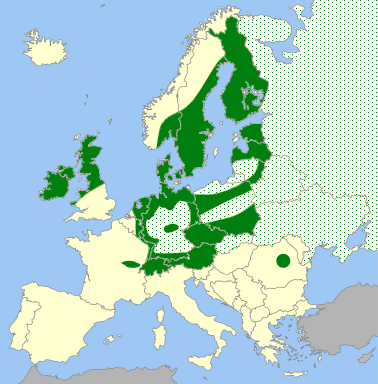
Verbreitung des Großen Wiesenvögelchens in Europa

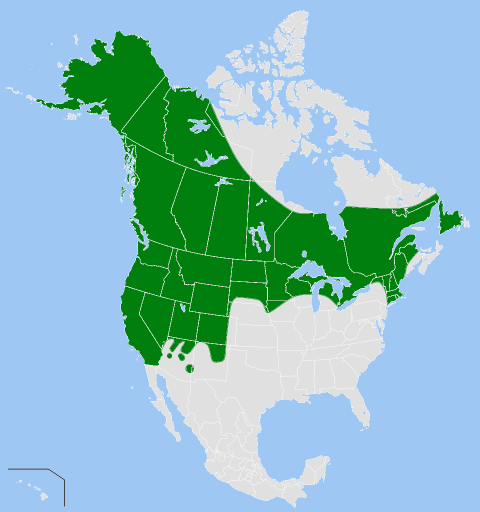
Verbreitung des Großen Wiesenvögelchens in Nordamerika

Die Verbreitung des Großen Wiesenvögelchens reicht in Eurasien von Irland und Großbritannien, ohne den Süden und Südosten, mit den Hebriden und Orkney-Inseln über Mitteleuropa nach Osten durch die gemäßigte Zone bis nach Ostasien. Das erstreckt sich im Norden bis ins polare Fennoskandien und ins Baltikum. Im Süden bis in die Alpen, nördlich des Rhônetals. Einzelne Vorkommen gibt es im westlichen Balkan. Die Westliche Verbreitungsgrenze liegt im Schweizer Jura, in Ost- und Nordostfrankreich mit einzelnen Vorkommen, und in den belgischen Ardennen.
In Nordamerika kommt die Art im Osten von Neuengland über Neufundland bis Inukjuak an den Ufern der Hudson Bay vor, nach Westen über das Gebiet der Großen Seen und die Rocky Mountains bis nach Kalifornien im Süden und Alaska und den Nordwest-Territorien im Norden, wo sie fast das Nordpolarmeer erreicht. Die Art ist selten auf Prince Edward Island und fehlt in Nova Scotia. Im Osten hat sie sich in den letzten Jahren nach Süden ausgebreitet und in New Brunswick die Atlantikküste erreicht, wo sie sympatrisch mit Coenonympha nipisiquit vorkommt.

## Lebensraum
In Europa sind Komplexe aus Feucht- und Nasswiesen, feuchten Heiden, Hoch- und Übergangsmooren sind der Lebensraum der Schmetterlinge. Zu den Raupenhabitaten zählen Hoch- und Zwischenmoore mit Wollgräsern (Eriophorum) als Eiablage- und Raupennahrungspflanzen. Die Falter verlassen die blütenarmen Moore auf kurze Distanz und nutzen benachbarte, blütenreichere Flachmoorbereiche, Feucht- und Nasswiesen und auch Wegränder zur Nektarsuche. Die Art kommt nicht auf basischen oder fruchtbaren Böden vor.
In Nordamerika kommt die Art in den unterschiedlichsten Lebensräumen vor: im Grasland und auch an Straßenrändern, der Prärie, an Waldrändern und auf Lichtungen, in Mooren und in der arktischen und alpinen Taiga und Tundra.

## Lebensweise
Die Weibchen heften die relativ großen Eier an die Raupenfraßpflanzen. Die Raupen sind in Mitteleuropa von Ende Juni bis Anfang Juni des Folgejahres zu finden. Im dritten bis vierten Stadium überwintert die Raupe in dicken Grasmatten sowohl in Europa als auch in Nordamerika (z. B. spp. inornata), nicht jedoch nördlich des Ontariosees, wo sie schon im ersten oder zweiten Stadium überwintern. Die Verpuppung erfolgt in einer Stürzpuppe zwischen Mitte Mai und Mitte Juli an Gräsern. In Nordeuropa dauert die Entwicklung zwei Jahre. In einer britischen Population wurde festgestellt, dass die Falter nur drei bis vier Tage leben. In Kalifornien übersommern die Falter und leben dann mehrere Wochen. Auf der Suche nach Weibchen patrouillieren die männlichen Faltern in einem hüpfenden Flug ihr Revier.
Die Aktivität der Falter hängt stark von der Temperatur ab. Sonnen kann einen großen Teil des Tages beanspruchen, besonders bei niedrigen Temperaturen. Unter 16 °C verbringen die Männchen über 70 % des Tages mit sonnen und weniger als 30 % mit fliegen. Dagegen fliegen sie zu über 80 % der Zeit bei hohen Temperaturen und patrouillieren auf der Suche nach Weibchen in einem hüpfenden Flug ihr Revier. Bei niedrigen Temperaturen sitzen sie oft am Boden und sonnen sich und warten auf vorbeifliegende Weibchen. Die Nahrungssuche nimmt nur wenig Zeit in Anspruch.

### Flugzeit
Die Falter fliegen in Europa je nach Region jährlich in einer Generation von Anfang Mai oder Mitte Juni bis Anfang oder Ende August.
In Nordamerika fliegt im Norden und in den Rocky Mountains eine Generation, in New Brunswick von Mitte Juli bis Mitte August. Die Unterart furcae fliegt von Mitte Mai bis Ende Juni. Nördlich des Ontariosees fliegen zwei Generationen von Juni bis Ende Juli und von Mitte August bis Mitte September. Im Gebiet von Oregon, Washington und dem südlichen Idaho bis nach Carson City und den Niederungen von Eureka (Colorado) und Nevada fliegen mehrere Generationen von Mai bis Ende September, nicht jedoch in den Bergen von Elko und Lander County, in denen nur eine Generation fliegt. In Kalifornien fliegen mehrere Generationen von März bis Oktober.

### Nahrung
In Europa sind als Nahrungspflanzen der Raupen Weißes Schnabelried (Rhynchospora alba), Scheiden-Wollgras (Eriophorum vaginatum), Schmalblättriges Wollgras (Eriophorum angustifolium) und Schnabel-Segge (Carex rostrata) bekannt.
Über die Raupenfraßpflanzen in Baden-Württemberg besteht laut Ebert noch keine abschließende Gewissheit. Aufgrund der typischen Aufenthaltsorte der Falter wird angenommen, dass sie überwiegend an Wollgräsern (Eriophorum) fressen. Als weitere mögliche Nahrungspflanzen werden Sauergräser wie Schnabelried (Rhynchospora) und Seggen (Carex), in der Zucht auch Süßgräser (z. B. Poa) angegeben. Die Nahrung der Falter ist ebenso noch nicht hinreichend bekannt. Saugende Falter wurden an Besenheide, Glockenheide, Moosbeere, Blutweiderich, Heilziest und Hornklee beobachtet. In Nordamerika sind Stipa, Wiesen-Rispengras (Poa pratensis) aus dem Freiland und im Labor Schwingel (Festuca) und Straußgräser (Agrostis) als Nahrungspflanzen bekannt.

## Synonyme
- Papilio tullia Müller, 1764[9]
- Papilio tiphon Rottemburg, 1775
- Papilio davus Fabricius, 1777[9]
- isis Thunberg, 1791[9]

## Gefährdung und Schutz
Durch den Schwund der Hochmoore (Entwässerung, Abtorfung, Eutrophierung) ist die Art in Mitteleuropa stark zurückgedrängt worden. Die noch vorhandenen Populationen erlitten auch in Deutschland in den letzten Jahrzehnten dramatische Bestandseinbrüche. Wichtig für den Erhalt der Art sind die über den allgemeinen Moorschutz und den Bemühungen der Wiedervernässung, Renaturierung und Regeneration hinaus, die konsequente Berücksichtigung und Einrichtung naturnaher Randbereiche der Moore aus Feucht- und Nasswiesen.
In Deutschland gilt der Schmetterling als stark gefährdet (Gefährdungskategorie 2). Er ist nach der Bundesartenschutzverordnung (BArtSchV) besonders geschützt.